# Leonel Saint-Preux
Leonel Saint-Preux (Cabo Haitiano, 12 de maio de 1985) é um futebolista haitiano que joga atualmente no Minnesota Thunder.

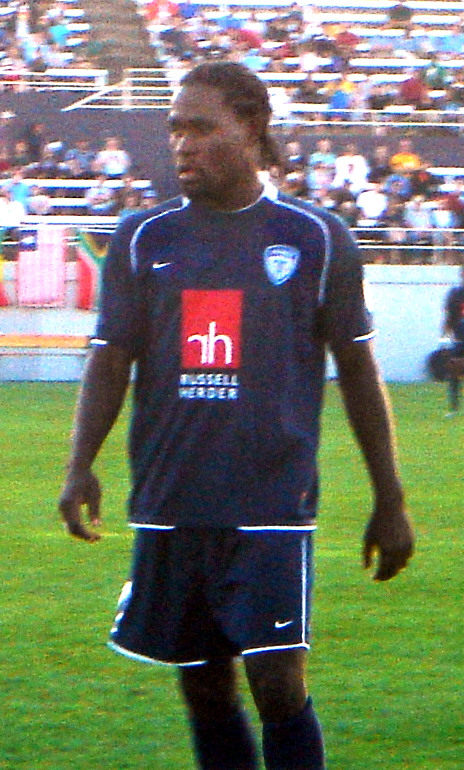
Leonel Saint-Preux